# British Journal of Cancer
Il British Journal of Cancer (BJC) è una rivista medica quindicinale sottoposta a revisione paritaria e pubblicata dalla Springer Nature. I contenuti sono resi disponibili ad accesso aperto 12 mesi dopo la data di pubblicazione.
Il BJC offre un forum per medici e scienziati per comunicare i risultati delle loro ricerche originali che sono rilevanti per la comprensione dell'eziologia del cancro e per il miglioramento del trattamento e della sopravvivenza dei pazienti. La rivista è pubblicata in edizione a stampa e online.
Gli articoli di ricerca completi sono pubblicati all'interno di sei grandi titoli:
- Studi clinici
- Terapie traslazionali
- Diagnostica molecolare
- Genetica e genomica
- Biologia cellulare e molecolare
- Epidemiologia.

## Storia
La rivista è stata fondata nel 1947 dall'allora British Empire Cancer Campaign (in seguito denominata Cancer Research Campaign), una delle organizzazioni benefiche di ricerca che in seguito si sono fuse per formare il Cancer Research UK. Negli anni '80 Cancer Research Campaign ha scelto Nature come editore della rivista , mantenendo la proprietà e il controllo editoriale. Nel 2021, dopoché l'ente benefico ha subito un calo delle entrate durante la pandemia da COVID-19, il Cancer Research UK ha venduto la rivista a Springer Nature.

## Indicizzazione
BJC è una rivista scientifica di oncologia generale tra le più citate, impegnata nella pubblicazione di scoperte all'avanguardia, ricerche traslazionali e cliniche sul cancro.  La rivista è indicizzata in:
- EMBASE Excerpta Medica
- Current Advances in Genetics and Molecular Biology
- Current Contents
- Medline/Index Medicus
- Index to Scientific Reviews
- Science Citation Index
- PubMed

Secondo il Journal Citation Reports, la rivista ha ottenuto un fattore di impatto pari a 9,0, classificandosi al 39º posto nella categoria oncologica. SJR ha classificato il BJC al 30º posto nella ricerca sul cancro con un indice H pari a 224.